# Changsha Revolutionaries
I Changsha Revolutionaries sono una squadra di football americano di Changsha, in Cina.

## Dettaglio stagioni

### Tornei nazionali

#### Campionato

##### CBL
| Stagione | regular season | regular season | regular season | regular season | regular season | regular season | playoff | playoff | playoff | playoff | playoff | playoff   | playoff    |
|          | Vin            | Par            | Per            | Tot            | PF             | PS             | Vin     | Per     | Tot     | PF      | PS      | risultato | avversaria |
| -------- | -------------- | -------------- | -------------- | -------------- | -------------- | -------------- | ------- | ------- | ------- | ------- | ------- | --------- | ---------- |
| 2016     | 0              | 0              | 2              | 2              | 6              | 98             | -       | -       | -       | -       | -       | -         | -          |
| 2017     | 0              | 0              | 3              | 3              | 13             | 110            | -       | -       | -       | -       | -       | -         | -          |
| 2018     | 4              | 0              | 1              | 5              | 108            | 46             | -       | -       | -       | -       | -       | -         | -          |
| 2019     | 3              | 0              | 1              | 4              | 70             | 35             | -       | -       | -       | -       | -       | -         | -          |
| Totale   | 7              | 0              | 7              | 14             | 197            | 289            | -       | -       | -       | -       | -       |           |            |

Fonti: Enciclopedia del Football - A cura di Roberto Mezzetti